# Berner Zeitung
Berner Zeitung (BZ) je třetí největší deník ve Švýcarsku a největší deník v kantonu Bern. Berner Zeitung poprvé vyšel 3. ledna 1979 a dnes vychází ve 3 regionálních mutacích. Vydavatelem deníku byl až do své smrti v červenci 2012 Charles von Graffenried.